# 가화천

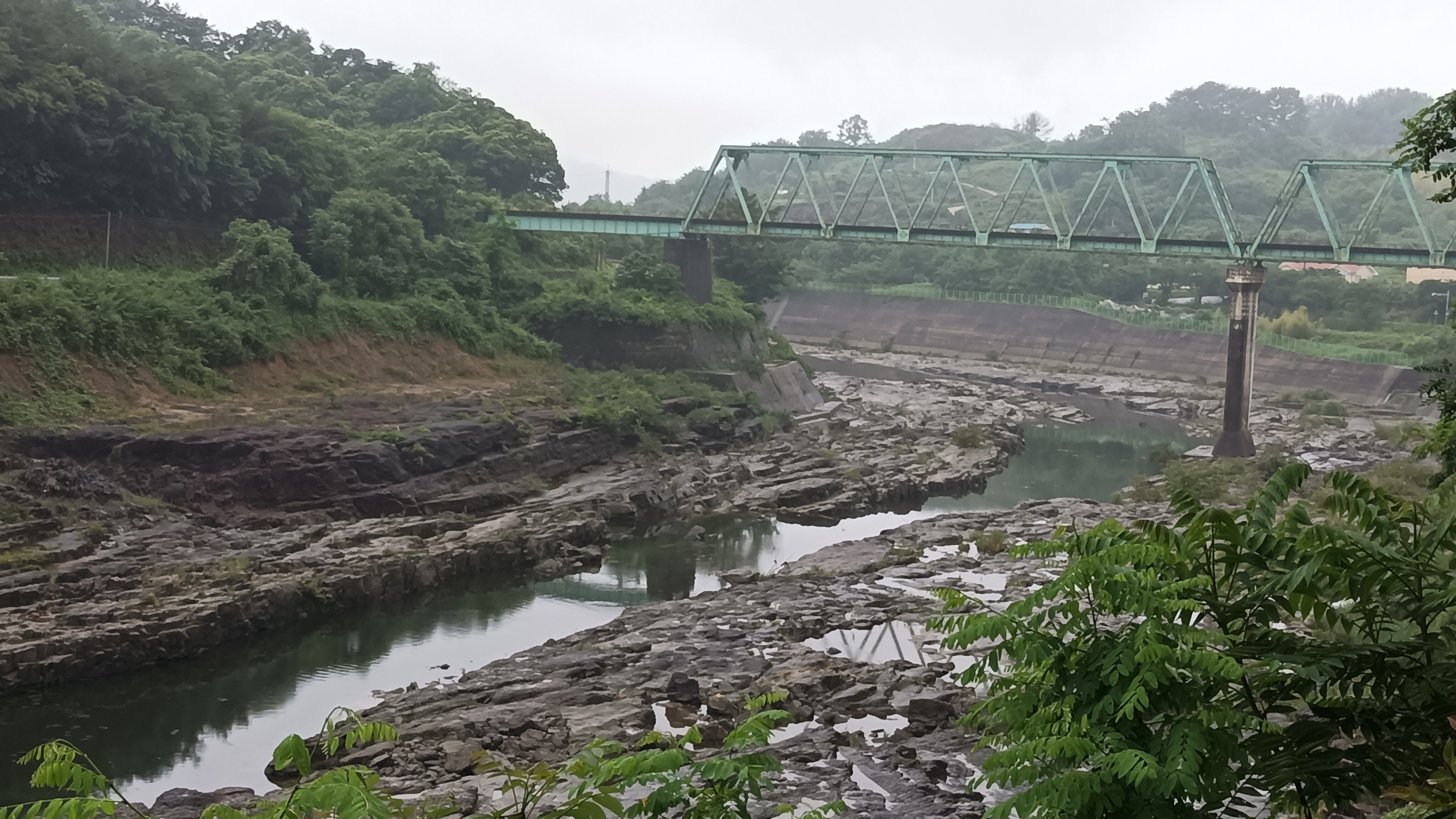
진주시 내동면 유수리의 가화천과 진주 유수리 백악기 화석 산지의 경상 누층군 하산동층 및 구 경전선의 철교

가화천(加花川)은 진주 남강의 진양호에서 발원하여 사천시 사천만으로 흘러드는 하천이다. 이 하천은 인공하천으로 낙남정맥을 절단하며 이 하천에 진주 유수리 백악기 화석 산지가 있다. 

## 개요
가화천은 원래 낙남정맥의 산에서 발원해 남해로 흘러드는 하천이었으나 남강의 홍수 방지를 위해 낙남정맥을 잘라 낙남정맥에서 북으로 흘러 남강으로 합류하던 삼계천을 합쳐 현재의 모습이 되었다.

## 역사
가화천의 아이디어 자체는 조선 시대에 등장했다. 1796년 (정조 20년) 음력 5월 8일 정조실록에는 장재곤(張載坤)이라는 사람이 남강 물을 사천만으로 절하해 홍수를 방지하여 농토를 확보할 것을 건의한 내용이 있으나 당시의 기술 문제 등으로 허황된 것이라 여겨 받아들이지 않고, 오히려 장난성 상소를 올리는 자를 벌한다고 공고한 기록이 있다. 실록에 기록된 내용은 다음과 같다.
이 강 상류에는 진주의 광탄(廣灘)과 지소두(紙所頭)라는 곳이 있는데, 양쪽 강안이 가파른 절벽이고 지세가 좁고 낮으며 중앙에 우묵한 곳이 있습니다. 이곳에서부터 물길을 뚫어 강물의 방향을 돌려 사천(泗川)의 바다로 흘러가게 한다면, 그 형세가 마치 병을 거꾸로 세워 쏟아붓는 것과 같을 것입니다. 이곳은 바다와의 거리가 25리(약 10.5 km)에 불과하고 뚫고 소통시킬 곳도 한 마장(馬場)에 지나지 않습니다. 물길을 뚫은 뒤에 지소두 아래에 제방을 쌓아 물이 범람하지 못하게 한다면 13개 읍의 허다하게 침수되던 곳이 장차 훌륭한 농지가 될 것입니다." 하였다. 
이에 비변사가 본도에 공문을 하달하여 물으니, 경상도 관찰사 이태영(李泰永)이 장계하기를,
"보좌관을 보내 특별히 사정을 탐색하고 고을원들을 엄하게 경계하여 착실히 살펴보게 한 결과, 지역의 형세와 백성들의 뜻이 건의한 자(장태곤)의 말과는 전혀 달랐습니다.
지금 광탄에 제방을 축조한다 하더라도 낙동강의 하류는 그대로 있고, 지소두의 목에 물길을 뚫는다 하더라도 조곡(助曲)의 지맥(地脈)이 점점 높아지게 되면, 예전의 포구는 침수지의 가감이 없어 새로이 튼 물길은 유리하게 유도하기 어렵게 됩니다. 더구나 두류산(頭流山) 남쪽에서 발원한 물이 멀리 광탄에까지 흘러오는 과정에 절벽과 산록이 서로 뒤엉키면서 물살이 매우 빨라지니, 지금에 장정들의 힘을 빌어 하류를 막고 우묵하게 들어간 곳으로 선회하는 물살을 유도한다 하더라도, 한번 여름의 호우를 당하여 상류의 물이 급하게 불어나게 되면, 그 형세가 틀림없이 제방이 터지고야 말 것입니다. 그렇게 되면 결국 피해를 보는 것이 제방을 쌓기 전보다 더 극심할 것입니다. 그리고 해읍의 성지(城池)가 강변의 아래에 위치하기 때문에 범람하는 사태는 본래 면할 수 없는 상황입니다.
다시 지소두에서 물길을 뚫을 만하다는 곳에 대하여 말하면, 그곳은 바다에서 30리의 거리에 있으며 땅의 형세가 점점 높아져서 물길이 왕왕 막히고 있는데, 실로 13개 고을의 백성으로 그 땅을 깎아 평평하게 하는 것은 불가능합니다. 그가 13개 고을이 혜택을 입는다고 한 것은, 함안 등 9개 고을은 남강(南江)의 하류에 위치하고 있으니 혹 그럴 수 있겠다고 하겠으나, 성주 등 네 고을은 낙동강 상류에 있어 애당초 논의할 사안이 아니었습니다. 장재곤의 성명은 호적에 실려 있지 않으며 행동이 거의 허황됩니다."
하니, 전교하기를,
"수본(手本)을 보고서 일의 형세로 유추하건대 지극히 허황하다는 것을 어찌 몰랐겠는가. 해궁(該宮)의 사체는 다른 궁방(宮房)과는 특별하다. 해도에 물어보지도 않고 지레 먼저 결정한다는 것은 소중한 일을 소중하게 여기는 뜻이 없는 것이다. 비록 글을 만들어 판하(判下)하였더라도 해도의 장계를 받아 본 뒤에 처치하려 하였다. 그런데 지금 조사하여 올린 장계를 보니 요량했던 것에 벗어나지 않는다.

근래에 이러한 간교한 일의 폐단에 대하여 얼마나 엄중히 경계했던가. 이른바 ‘고발하는 자에 대하여는 네 번 고발하면 한 차례 상을 내린다.’는 법을 시행하지 말게 했다면 감히 상언(上言)하거나 정소(呈訴)할 수 있었겠는가. 백성들의 습속이 가증스러우나 간사한 백성들을 어찌 다 논하겠는가. 당해 차지(次知) 중사(中使)는 내시부로 하여금 각별히 엄중 조사하게 하고 앞으로 다시 이런 허황된 일에 대한 수본(手本)을 올릴 경우에는 해당 중사에게 등급을 올려 엄중 처치하는 법을 시행하라. 이러한 뜻을 해도에 지시하여 즉시 13개 고을의 수령에게 통지하게 하라." 하였다.— 조선왕조실록 정조실록 44권, 정조 20년 5월 8일 임자 2번째 기사

이후 남강물을 사천만으로 절하하자는 주장은 구한말에 다시 제기되었다. 영남춘추에 '남강홍수를 방지함에는 일거양득의 좋은 방법이 있으니 사천만으로 절하(切下)하는 것이다. 이는 치수와 8000정보의 비옥한 토지를 얻게 한다'라는 기록이 있다.일제강점기인 1936년에 방수로를 포함한 진양호 공사를 착공했다가 중단했고, 1949년에 착공했다가 한국 전쟁으로 중단한 뒤 1962년에 착공하여 1969년에 완공했다. 이에 따라 산경표의 산자분수령의 원리에 위배되는 하천이 되었다. 원래 분수령은 유수교 자리에 있었다. 그 외에 산자분수령에 위배되는 하천으로는 아라천이 있다.
진양호에서 흘러오는 수로가 생긴 이후로 가화천은 홍수기에 남강의 배수로 역할을 한다. 하천변에 드러난 경상 누층군 하산동층에는 공룡 화석이 분포하고 있다. 내동면 유수리의 진주 유수리 백악기화석 산지는 천연기념물 390호로 지정되어 있다.

## 같이 보기
- 남강 (경상남도)
- 남강댐
- 진주 유수리 백악기화석 산지
- 낙남정맥